# Campeonato Uruguaio de Futebol de 1969 – Segunda Divisão
O Campeonato Uruguaio de Segunda Divisão de 1969, oficialmente Campeonato Uruguayo de Primera División "B" de 1969, foi a vigésima oitava edição do torneio de segundo nível do futebol profissional do Uruguai. O Huracán Buceo conquistou seu primeiro título da categoria com campanha dominante (10 vitórias, 5 empates e apenas 1 derrota), garantindo o acesso à primeira divisão, enquanto o Alto Perú foi rebaixado pelo sistema de promedios (médias).

## Regulamento
O torneio foi disputado por nove equipes após a promoção do River Plate e o rebaixamento do Mar de Fondo em 1968. Não houve rebaixamento da primeira divisão em 1968. Cada clube enfrentou os demais duas vezes (turno e returno), totalizando 16 rodadas. O sistema de pontuação atribuía:
- 2 pontos por vitória
- 1 ponto por empate
- 0 pontos por derrota

O acesso e rebaixamento foram definidos por:
- Promoção automática: O campeão ascendeu à primeira divisão.
- Rebaixamento por promedios: Média de pontos em 1968 e 1969. Exceto:
  - Alto Perú: promovido em 1968, que usou apenas 1969 com ajuste de 17/16.

## Participantes
- Permaneceram da temporada anterior (em ordem alfabética):
  - Central
  - Colón
  - Fénix
  - Huracán Buceo
  - La Luz
  - Progreso
  - Rentistas
  - Wanderers

- Novos participantes:  
  - Alto Perú: Promovido da terceira divisão em 1968.

## Classificação Final
| #  | Equipe        | PTS | J  | V  | E | D | GP | GC | SG | Classificação          |
| -- | ------------- | --- | -- | -- | - | - | -- | -- | -- | ---------------------- |
| 1º | Huracán Buceo | 25  | 16 | 10 | 5 | 1 | 23 | 6  | 17 | Promovido como CAMPEÃO |
| 2º | Central       | 20  | 16 | 9  | 2 | 5 | 30 | 16 | 14 |                        |
| 3º | Progreso      | 20  | 16 | 7  | 6 | 3 | 20 | 16 | 4  |                        |
| 4º | Fénix         | 18  | 16 | 6  | 6 | 4 | 21 | 19 | 2  |                        |
| 5º | Rentistas     | 16  | 16 | 6  | 4 | 6 | 21 | 24 | −3 |                        |
| 6º | La Luz        | 12  | 16 | 3  | 6 | 7 | 16 | 25 | −9 |                        |
| 7º | Wanderers     | 12  | 16 | 4  | 4 | 8 | 17 | 26 | −9 |                        |
| 8º | Alto Perú     | 11  | 16 | 3  | 5 | 8 | 15 | 22 | −7 |                        |
| 9º | Colón         | 10  | 16 | 2  | 6 | 8 | 15 | 24 | −9 |                        |

| Fonte: Segunda División Profesional (em castelhano) |

### Médias de rebaixamento (1968–1969)
| #  | Equipe        | 1968 | 1969 | Total | Jogos | Média | Rebaixamento        |
| -- | ------------- | ---- | ---- | ----- | ----- | ----- | ------------------- |
| 1º | Huracán Buceo | 27   | 25   | 52    | 34    | 26.0  |                     |
| 2º | Fénix         | 22   | 18   | 40    | 34    | 20.0  |                     |
| 3º | Wanderers     | 26   | 12   | 38    | 34    | 19.0  |                     |
| 4º | Progreso      | 14   | 20   | 34    | 34    | 17.0  |                     |
| 5º | Central       | 12   | 20   | 32    | 34    | 16.0  |                     |
| 6º | Colón         | 19   | 10   | 29    | 34    | 14.5  |                     |
| 7º | La Luz        | 15   | 12   | 27    | 34    | 13.5  |                     |
| 8º | Rentistas     | 9    | 16   | 25    | 34    | 12.5  |                     |
| 9º | Alto Perú     | —    | 11   | 11    | 16    | 11.7  | Rebaixado por Média |

| Fonte: Segunda División Profesional (em castelhano) |

## Estatísticas

### Artilharia
- Jorge Etcheverría (Central) — 12 gols.[7]